# Propsednura
Propsednura is een geslacht van rechtvleugeligen uit de familie Pyrgomorphidae. De wetenschappelijke naam van dit geslacht is voor het eerst geldig gepubliceerd in 1953 door Rehn.

## Soorten
Het geslacht Propsednura omvat de volgende soorten:
- Propsednura eyrei Rehn, 1953
- Propsednura peninsularis Key, 1972